# Carl Gottfried Bauer
Carl Gottfried Bauer (18. September 1802 in Reval – 22. September 1853 in Magdeburg) war ein deutscher Theaterschauspieler.

## Leben
Bauer betrat 1819 als „Fridolin“ im „Gang nach dem Eisenhammer“ in Moskau zum ersten Mal die Bühne, dann folgten mehrere größere und kleinere Engagements, bis er am 12. September 1827 als erster jugendlicher Liebhaber (Debütrolle „Egmont“) in den Verband des Hoftheaters in Mannheim trat, wo er ununterbrochen als Liebling des Publikums bis 1850 wirkte. Er starb in Magdeburg am 22. September 1853.
Sein Sohn Adolf Bauer wurde ebenfalls Schauspieler.